# Listă de cărți despre Revoluția Română din 1989
Această pagină cuprinde o listă de cărți despre Revoluția Română din 1989.  Pentru ca o carte să fie inclusă în această listă este nevoie ca cel puțin un capitol al cărții să se refere la Revoluția Română din 1989. Cărțile care au doar referiri scurte la Revoluția din 1989 sau lucrările generale despre istoria României (unde doar 1-2 pagini sunt consacrate revoluției) nu sunt incluse în această listă.

## Cărți publicate în Timișoara
- colectiv, Timișoara 16-22 decembrie 1989, Editura Facla 1990
- colectiv Asociația Memorialul Revoluției din Timișoara,
  - Atunci ne-am mântuit de frică (album fotografic), 1999
  - Documente '89 - Procesul de la Timișoara, vol. I, Editura Mirton 2004
  - Documente '89 - Procesul de la Timișoara, vol. II, Editura Mirton 2004
  - Documente '89 - Procesul de la Timișoara, vol. III, Editura Mirton 2005
  - Documente '89 - Procesul de la Timișoara, vol. IV, Editura Mirton 2006
  - Documente '89 - Procesul de la Timișoara, vol. V, Editura Mirton 2007
  - Întrebări cu și fără răspuns, Editura Mirton 2001
  - Memorial 1989, buletin științific și de informare, nr. 1; 2/2007, 2007

- Alexandru Oșca, 
  - Revoluția Română din Decembrie 1989 în Banat, Editura IRRD
  - Dincolo de Rubicon. 1989 – Timișoara –1990, Editura IRRD
  - Exersând democrația. Timișoara în post-revoluție, Editura IRRD

- Veronica Balaj, Jurnal de Timișoara 16-22 decembrie 1989, Editura Hercule 1991
- Constantin Hlihor, România și șocurile geopolitice ale Războiului Rece (1980-1991)
- Costel Balint,
  - 1989. Timișoara în decembrie, Editura Helicon 1992
  - Lumină și speranță. Timișoara 1989, Editura Mirton 1994
  - Revoluția română, Editura Mirton 1995
  - 1989 - Legiunea revoluției, Editura Brumar 2005
- Dumitru Mazilu, Revoluția Română, zile și nopți de dramatism și speranță, Editura IRRD
- Matei Barbu, Cap de afiș: Revoluția de la Timișoara, Editura Almanahul Banatului 1999
- Radu Ciobotea, După revoluție, târziu, Editura Almanahul Banatului 1995
- Gheorghe Secheșan, 17 după 16, Editura Artpress 2006
- Iosif Costinaș, M-am întors, 2003
- Ion Calafeteanu (coordonator), Revoluția Română din Decembrie 1989 - Documente, Editura IRRD
- Mihail Decean, Mărturiile unui naiv corigibil sau Singur printre securiști, 2006,
- Nicolae Durac, Neliniștea generalilor, Editura M.P.S. 1990
- Procesul de la Timișoara, vol. III-IV, în colaborare cu Memorialul Revoluției. 16-22  decembrie 1989, Editura IRRD
- Lorin Fortuna (coordonator), Rolul Frontului Democratic Român în cadrul revoluției române din decembrie 1989, Editura Artpress 2007
- Petru Ilieșu, Timișoara 1989 - No Comment?, Editura Planetarium, 2004 (ediție romană-engleză)
- Claudiu Iordache, Iisus s-a născut la Timișoara. Decembrie 1989, Editura Helicon, 1994
- Adrian Kali,
  - Rocada, Editura Gordian 2004 în format pdf Arhivat în 7 iunie 2008, la Wayback Machine.
  - Lecția Timișoarei, Editura Eurostampa, 2007
  - Timișoara. Generația Revoluției între mit și realitate
- Eugenia Laszlo, Timișoara, atunci, 1998  Arhivat în 3 iulie 2013, la Wayback Machine.
- Florin Medeleț + Mihai Ziman, O cronică a revoluției din Timișoara 16-22 decembrie 1989, editată de Muzeul Banatului, 1990 (2 ediții)
- Miodrag Milin,
  - Timișoara 15-21 decembrie '89, Întreprinderea Poligrafică Banat 1990  Arhivat în 9 iunie 2007, la Wayback Machine.,  Arhivat în 11 iunie 2007, la Wayback Machine.,  Arhivat în 9 iunie 2007, la Wayback Machine.,  Arhivat în 9 iunie 2007, la Wayback Machine.
  - Timișoara în revoluție și după, Editura Marineasa 1997
- Marius Mioc,
  - Falsificatorii istoriei, Editura Almanahul Banatului 1994
  - Falsificatorii istoriei. Ediția a doua revăzută și adăugită, Editura Marineasa 1995
  - Revoluția din Timișoara așa cum a fost, Editura Brumar 1997
  - Revoluția din Timișoara și falsificatorii istoriei, Editura Sedona 1999  Arhivat în 3 ianuarie 2007, la Wayback Machine.
  - en The anticommunist Romanian Revolution of 1989, Editura Marineasa 2002 (reeditat 2004), Editura Artpress 2007 
  - Revoluția, fără mistere. Începutul revoluției române: cazul Laszlo Tokes, Editura Almanahul Banatului 2002 
  - Libertatea și politrucii, Editura Mirton 2003 
  - Curtea Supremă de Justiție - Procesele revoluției din Timișoara (1989), Editura Artpress 2004 
  - Revoluția din 1989 și minciunile din Jurnalul Național. Mitul agenturilor străine. Mitul Securității atotputernice, Editura Marineasa 2005 
  - Revoluția din 1989 pe scurt, Editura Artpress 2006
  - fr La révolution roumaine de 1989, Editura Artpress 2007
- Vasile Popa, Procesul de la Timișoara, Editura As computer press 1990
- Viorel Domenico, Comandoul de partid și de stat Timișoara, Editura IRRD
- Titus Suciu,
  - Reportaj cu sufletul la gură, Editura Facla 1990 (reeditat Editura Seicom 1990)
  - Lumea bună a balconului, Editura Almanahul Banatului 1995
  - Revoluția pe înțelesul detractorilor
  - Lumea bună a balconului, Editura IRRD
- Titus Suciu, Vasile Bogdan, Adevărul traversează întristat timpul. Timișoara 1989. După 25 de ani, Editura IRRD

## Cărți publicate în București
- colectiv, Decembrie 89 în presa italiană, 1999
- colectiv, E un început în tot sfîrșitul, Editura Casa Radio 1998
- colectiv, Însemnări din zilele revoluției. Decembrie'89, Editura Militară 1990
- colectiv, O enigmă care împlinește 7 ani, Fundația Academia Civică 1997
- colectiv, România 16-22 decembrie. Sînge, durere, speranță, 1990
- colectiv, Revoluția română văzută de ziariști americani și englezi, 1991
- colectiv, Vom muri și vom fi liberi, 1990
- colectiv Institutul Revoluției,
  - Clio 1989 nr. 1-2/2005, 2005
  - Clio 1989 nr. 1-2/2006 (deși datată 2006 revista a apărut în 2007), 1/2007, 2007
  - CAIETELE REVOLUȚIEI, 67 numere
- Vartan Arachelian, Revoluția și personajele sale, Ed. Nemira 1998
- Adrian Pop, Constantin Corneanu (coordonatori), Prăbușirea Imperiului sovietic. „Lecții” în retrospectivă, Editura IRRD
- Tana Ardeleanu + Răzvan Savaliuc + Ion Baiu, Procesul Ceaușeștilor, Editura Ziua 1996
- Brîndușa Armanca, Media culpa, Editura Curtea Veche, 2006
- Alexandru Barbu, Aghiotant la trei miniștri ai apărării: Milea, Militaru, Stănculescu, Editura Ion Cristoiu 2000
- Alexandru Purcăruș, Prin ochii inamicului. Mihail S. Gorbaciov și politica sa în percepția Statelor Unite ale Americii 1985-1991, Editura IRRD
- Alexandru Grigoriu,
- Eroii Martiri în statistici, Editura IRRD
- O Revoluție încarcerată. Mărturii, Editura IRRD
- Angela Băcescu, România '89. Din nou în calea năvălirilor barbare, 1995
- Elena Băncilă, Trage, lașule!, Ed. Victor Frunză 1990
- Teodor Brateș,
  - Explozia unei clipe. 22 decembrie 1989, o zi în studioul 4 al Televiziunii Române, Editura Scripta 1992
  - Trilogia revoluției române în direct. Cîteva zile dintr-o viață. Vol. II. 23 Decembrie'89 în studioul 4 al TVR, Editura Ager Economistul 2004
- Mircea Bunea, Praf în ochi. Procesul celor 24-1-2, Editura Scripta 1994
- Dumitru Burlan, După 14 ani. Sosia lui Ceaușescu se destăinuie, Editura Ergorom 2003
- Călin Cernăianu, Diplomația lupilor, Editura Nemira 1997
- Mihai Chiriac, Aniversare însîngerată. Academia Militară, decembrie 1989, Editura Militară 2003
- Andrei Codrescu, Gaura din steag. Însemnări despre evenimentele din decembrie 1989 din România, Editura Athena 1997
- Ion Coman,
  - Timișoara. Zece ani de la sîngerosul decembrie 1989, Editura Sylvi 2000
  - Omul se duce, faptele rămân, istoria însă le va analiza, Ed. Meditații 2007
- Pavel Coruț, Să te naști sub steaua noastră!, 1993
- Romulus Cristea,
  - Revoluția 1989, Editura România pur și simplu, 2006
  - Mărturii de la baricadă, Editura România pur și simplu, 2007
  - Revoluția Română - Mărturii și documente, Editura România pur și simplu, 2007
  - 21 decembrie 1989 - Martorii de la baricadă, Editura România pur și simplu, 2007

- Viorel Domenico,
  - După execuție a nins, Editura Militară 1992
  - Procesul și execuția soților Ceaușescu, 25 decembrie 1989, Editura Militară 1992
  - Ceaușescu la Tîrgoviște. 22-25 decembrie 1989, Editura Ion Cristoiu 1999
  - Revoluția de ghips, 2011[1]

- Z. Dragoș, Mărturii tragice. Harghita, Covasna, Tîrgu Mureș (decembrie 1989 - martie 1990), Editura Rai 1995
- Catherine Durandin, Nicolae Ceaușescu. Adevăruri și minciuni despre un rege comunist, Editura Nemo 1992
- Tudor Eliad, Timisoara mi amor, 2004
- Victor Frunză, Revoluția împușcată sau PCR după 22 decembrie 1989, Ed. Victor Frunză 1994
- Constantin Galeriu, Martiri ai revoluției din decembrie 1989, 1999
- Daniela Veronica Gușă de Drăgan, Condamnat la adevăr: generalul Ștefan Gușă, Editura Rao 2004
- Ion Iliescu,
  - Revoluție și reformă, Editura redacției publicațiilor pentru străinătate 1993
  - Revoluție și reformă (ediție revizuită), Ed. Enciclopedică 1994
  - Revoluția trăită, Editura redacției publicațiilor pentru străinătate 1995
  - Momente de istorie, Editura Enciclopedică 1995
- I. I. Lazăr, Moartea generalului Milea, Editura Rodan 1991
- Jean Marie Le Breton, Sfîrșitul lui Ceaușescu, Editura Cavallioti 1997
- Corneliu Leu, Au avut românii norocul unei revoluții?, Editura Realitatea 1997
- Constantin Lucescu, Procesul Ceaușescu, soluție justițiară a unui moment istoric, Editura Sylvi 1997
- Claudiu Iordache,
  - România Pierdutã, Editura IRINI 
  - Singur între români, Editura IRINI
  - Clasa nevrednicã, Editura IRINI
  - Securitatea - Confiscarea unei națiuni, Editura IRINI 
  - Agonia postdecembrista, Editura IRINI
  - Homo Posteritas, Editura IRINI
  - Apocalipsa după Cioran, Editura IRINI
  - România la asfințit, Editura IRINI
  - Revoluția românilor, Editura IRINI
  - Omul de mlaștină, Editura IRINI
  - Anul 1989, Editura IRINI
- Dorian Marcu, Moartea Ceaușeștilor, Editura Excelsior 1991
- Nicolae Mavru, Revoluția din stradă, Editura Rao 2004
- Dumitru Mazilu,
  - Revoluția furată. Memoriu pentru țara mea, Editura Cozia 1991
  - Proclamația revoluției române, Editura Lumina Lex 1999
- Miodrag Milin, Timișoara în arhivele Europei Libere, Fundația Academia Civică 1999
- Sergiu Nicolaescu,
  - Revoluția. Începutul adevărului, Ed. Topaz 1995
  - Un senator acuză, Editura Pro 1996 (a 2-a ediție 1998)
  - Cartea revoluției române decembrie '89, Editura Ion Cristoiu 1999
  - Lupta pentru putere. Decembrie '89, Editura Bic All 2005
- Darie Novăceanu, Reporter în piața ghilotinei, Editura Adevărul 1993
- Mircea Tănase Eroii învinși ai revoluției - Editura Militară - București, 2009
- Aurel Perva + Carol Roman,
  - Misterele revoluției române, Casa de editare "Răscruci de milenii" 1990
  - Misterele revoluției române - revenire după ani, Editura Carro 1998
- Ion Pitulescu (coordonator),
  - Șase zile care au zguduit România, Tipografia Luceafărul 1995
  - Anul nou se naște în sânge!, Editura Universal Pan 1998
- Rodica Popescu, Miracol? Revoluție? Lovitură de stat?, Editura Pan-Terra 1990
- Viorel Domenico, De cealaltă parte a baricadei. Demnitari comuniști în Revoluția din Decembrie 1989, Editura IRRD
- Radu Portocală, România. Autopsia unei lovituri de stat, Ed. Continent în colaborare cu Agora Timișoreană 1991
- Dumitru Preda, 1989. Principiul dominoului, 2000
- Antonina Rados, Complotul securității. Revoluția trădată din România, Editura Saeculum 1999
- Tinu Radu, Timișoara... no comment!, Ed. Paco
- Valentin Raiha, KGB a aruncat în aer România cu complicitatea unui grup de militari, Editura Ziua 1995
- Nestor Rateș, România: Revoluția încâlcită, Editura Litera 1994
- Carol Roman, Ultimele 100 de zile nefaste. Sfîrșitul clicii Ceaușescu, 1990
- Petre Roman, Libertatea ca datorie, Editura Paideia 2000
- Alexandru Saucă, KGB-ul și revoluția română, Editura Miracol 1994
- Constantin Sava + Constantin Monac,
  - Adevăr despre decembrie 1989, Editura Forum 1999
  - Revoluția română din decembrie 1989 retrăită prin documente și mărturii, Editura Axioma 2001
- Șerban Săndulescu, Decembrie '89. Lovitura de stat a confiscat revoluția română, Editura Omega Press 1996
- Dinu Săraru, Generalul revoluției cu piciorul în ghips, Editura Rao 2004
- Sorin Liviu Damean, Dan Claudiu Dănișor, Mihai Ghițulescu, Alexandru Oșca, Evoluția instituțiilor politice ale statului român din 1859 până astăzi, Editura IRRD
- Ioan Scurtu, Revoluția română din decembrie 1989 în context internațional, Editura Enciclopedică în colaborare cu Editura Institutului Revoluției Române 2006
- Peter Siani-Davies, Revoluția română din decembrie 1989, Editura Humanitas, 2006
- Alex Mihai Stoenescu,
  - Istoria loviturilor de stat din România - vol. 4 (I) "Revoluția din decembrie 1989 - o tragedie românească", Ed. Rao 2004
  - Interviuri despre revoluție, Ed. Rao 2004
  - Istoria loviturilor de stat din România - vol. 4 (II) "Revoluția din decembrie 1989 - o tragedie românească", Ed. Rao 2005
- Ilie Stoian,
  - Decembrie 1989, arta diversiunii, Editura Colaj 1993
  - Decembrie '89 "criminala capodoperă", 1998
- Nicolae Stroescu, Pe urmele revoluției, Editura Albatros 1992
- Constantin Hlihor, Marin Badea, Gavriil Preda, Alexandru Purcăruș, Revoluția Română din Decembrie 1989 și percepția ei în mentalul colectiv, Editura IRRD
- Filip Teodorescu, Un risc asumat, Editura Viitorul Românesc 1992
- Mihai Tatulici (coordonator), Revoluția română în direct, editat de Televiziunea Română, 1990
- Ion Țârlea, Moartea pândește sub epoleți. Sibiu '89, Editura Blasco 2000 Mustang 1993
- Tiberiu Urdăreanu, 1989 - martor și participant, Editura Militară 1996
- Mihalache Adonis Cezar, Revolta (jurnalul unui militar parașutist), Editura Civio, București, 1999.
- Mihalache Adonis Cezar, Decembrie 89 - Ce a fost, ce a rămas..., Editura Națiunea, București, 2014
- Ștefan Păun, Corneliu Mihail Lungu, Alexandru Oșca, Revoluția Română din 1989 la București. Schimbarea Centrului de Putere, Editura IRRD
- Victor Atanasie Stănculescu, În sfârșit, adevărul..., Editura RAO, 2009[2]
- „România, 1989. Autopsia unei revoluții eșuate”, 2011, scrisă de jurnaliștii francezi Malgosha Gago și Willy Golbérine.[3]
- Constantin Corneanu, Victorie însângerată. Decembrie 1989, Editura IRRD

- „Teroriștii printre noi”, Grigore Cartianu, Cristian Delcea, Mihai Voinea, Andrei Crăciun[1]

- Tânăr student caut revoluționar, coordonat de Zoltán Rostás și Florentina Țone, lansat sub îngrijirea Institutului Român de Istorie Recentă, Editura Curtea Veche, 2011 - recenzie
- Alesandru Duțu, Revoluția din Decembrie 1989 – Cronologie, ediția a II-a; Editura IRRD
- Lorin Fortuna (coordonator), Accentuarea crizei de regim în țările socialiste europene; Editura IRRD
- Mihail M. Andreescu, Ion Bucur, Revoluția Română din Decembrie 1989 în București; Editura
- Valentin Marin, Martirii Revoluției în date statistice; Editura IRRD
- Gheorghe Sbârnă, Valentin Marin (coordonatori), Dicționarul General al Revoluției Române din Decembrie 1989; Editura IRRD
- Teodora Stănescu-Stanciu, Gheorghe Neacșu, Constituția României 1991. Documente (vol. I)
- Corneliu Vlad, Și totuși, Revoluția Română
- Dana Osiac, Regăsirea Libertății,  Editura IRRD
- Teodora Stănescu-Stanciu, Gheorghe Neacșu (editori), 
  - Constituția României. Documente (vol. II), Editura IRRD
  - Constituția României. Documente (vol. III), Editura IRRD
  - Constituția României. Documente (vol. IV), Editura IRRD
- Florian Banu (editor), „Amorsarea” Revoluției - România anilor ‘80 văzută prin ochii Securității, Editura IRRD
- Ion Bucur, Cartea represiunii, Editura IRRD
- Ion Calafeteanu (coord.), Teodora Stănescu Stanciu, Gheorghe Neacșu, Daniela Osiac, Când Europa arde...
- Daniela Osiac, 
  - Comitetele Revoluției. 1989, Editura IRRD
  - Constituția României. Documente (vol. IV), Editura IRRD
  - Regăsirea Libertății, Editura IRRD
  - Revoluția din decembrie 1989. Mesaj pentru România, Editura IRRD
  - Însemnele Revoluției. Monumente și străzi, Editura IRRD
  - Vocile Revoluției, Editura IRRD

## România
- colectiv, Iași, 14 decembrie 1989, începutul revoluției române?, Editura Cogito, Oradea 2000
- colectiv revista "Tribuna", Dosare ale revoluției, Cluj 1990
- Paul Abrudan, Sibiul în revoluția din decembrie 1989, Casa Armatei, Sibiu 1990
- Ion Alexandru, Căderea zidurilor Ierihonului sau Adevărul despre Revoluție, Vălenii de Munte 1993
- Mihai Babițchi, Revoltă în labirint, Editura BAB, Alba Iulia 1995
- Mircea Bradu, O minune în trei zile. Oradea decembrie 1989, Editura Teira, Oradea 2000
- Constantin Vasile, Noi am fost teroriștii?!, Editura Sibguard S.R.L., Sibiu 1995
- Mircea Brenciu, Revoluția luminii, Brașov 2004
- Mariana Cernicova, Noi suntem poporul, Editura Intergraf, Reșița 2004
- Ruxandra Cesereanu, Decembrie '89. Deconstrucția unei revoluții, Editura Polirom, Iași 2004  Arhivat în 6 iulie 2007, la Wayback Machine.
- Georgeta Crăciun, Iași - Revoluție și contrarevoluție, Iași, 2005
- Aurel Cocan + Laurențiu Ioan, Trădare la nivel înalt. Revoluția din decembrie 1989, Cluj-Napoca la zece ani, Editura Napoca Star, Cluj 1999
- Teodor Crișan, Decembrie '89. Revoluție sau lovitură de palat, Arad 2000
- Nicolae Cușa, Momente ale revoluției din decembrie 1989 la Constanța, Editura Muntenia, Constanța 1995
- Nicolae Danciu-Petniceanu, Tot ce am pe suflet, Editura Gutinul Baia Mare 1995
- Tit Liviu Domșa, Victor Eugen Mihai Lungu
  - Împușcați-i, că nu-s oameni! Vol. 1, Centrul de recuperare a adevărului istoric cu privire la evenimentele din decembrie '89, Cluj 1998
  - Împușcați-i, că nu-s oameni! Vol. 2, Centrul de recuperare a adevărului istoric cu privire la evenimentele din decembrie '89 în colaborare cu Fundația Academia Civică, Cluj 1999
- Vasile Duță, Revoluția din Dîmbovița (1989-1999), Editura Sfinx, Tîrgoviște 1999
- Grigore Cătălin Haidău, Eroica '89, Brașov 1990
- Cicerone Ionițoiu, Album al eroilor decembrie 1989, Editura Tribuna, Sibiu 1998
- Sabin Ivan, Pe urmele adevărului, Editura Ex Ponto, Constanța 1996
- Octavian Mihăescu, Căminul, Iași
- Bogdan Murgescu (coordonator), Revoluția română din decembrie 1989: istorie și memorie, Ed. Polirom, Iași 2007
- Costel Neacșu, Religiozitatea revoluției române din decembrie 1989, Editura Reîntregirea, Alba Iulia 2007
- Marius Petrașcu, Un pas spre libertate  2 vol. Editura Transilvania Expres, Brașov 2002
- Adrian Pop:
  - Tentația tranziției. O istorie a prăbușirii comunismului în Europa de Est, Editura Corint, Bucuresti, 2002
  - Originile și tipologia revoluțiilor est-europene, Editura Enciclopedică, 2011[4]
- Cezar-Vladimir Rogoz,
  - Povestirile teroriștilor, Editura Alma Print, Galați, 2007
  - Povestirile teroriștilor 2, Editura Alma Print, Galați, 2008
- Ioan Scurtu (coordonator), Sfîrșitul dictaturii, Editura Clio, Craiova 1990
- Marian Cojoc, Revoluția Română în Dobrogea, Editura IRRD
- Revoluția Română în Banat, coord. Alexandru Oșca, Editura „Sitech”, Craiova, 2009, 498 pagini[5]
- Cassian Maria Spiridon, Iași 14 decembrie 1989, începutul revoluției române, Editura Timpul, Iași 1994
- Costel Vasilescu, Decembrie '89 - Revoluție sau ... diversiune?! Editura Hoffman, Caracal, 2013.
- Laszlo Tokes,
  - Asediul Timișoarei, editat de Eparhia Reformată de pe lîngă Piatra Craiului, Oradea 1999 în format pdf[nefuncțională]

  - hu Temesvari memento, editat de Eparhia Reformată de pe lîngă Piatra Craiului, Oradea 1999
- hu  Máte Tökés, Egymás tükrében. Soha nem hallott vallomások a forradalomról, Imprimeria de Vest, Oradea 2004
- ro  hu  en  Tolnay Istvan, 1989-1999. După zece ani. Tiz ev multan. Ten years after, editat de Eparhia Reformată de pe lîngă Piatra Craiului, Oradea 1999

Stelian Tănase,"Miracolol revolutiei"
- Dacscăl Emil - "Decembrie Sfîrșit și Început" Blaj 2003; Alba Iulia: Tipografia ziarului "Unirea" 2004
- Mircea Brenciu, Martirul, Editura IRRD
- Gheorghe Dumitrașcu, Revoluție și destine. Evenimente din Constanța în documente, memorii și comentarii (17 decembrie 1989 – 15 mai 1990)

## Cărți publicate în străinătate
- fr  Guibert Gérard Alban, Chronique historique de la Revolution Roumaine de decembre 1989 a janvier et fevrier, 1990, Paris, Franța
- fr  Philippe Alfonsi, Cette annee-la, 1989-1990, 1991, Balland Editions, Paris, Franța
- en  Mark Almond, The rise and fall of Nicolae and Elena Ceaușescu, 1992, Chapmans Press, Londra, Marea Britanie
- Edward Behr,
  - fr  Baise le main que tu n'oses mordre. Les Roumains et les Ceaușescu, 1991, Laffont Editions, Paris, Franța
  - en  Kiss the hand you cannot bite. The rise and fall of the Ceaușescus, 1992, Hamish Hamilton Printing, Londra, Marea Britanie
- en  Andrei Codrescu, The hole in the flag, 1991, Ed. William Morrow and co, New York, SUA
- de  ro  Uwe Detemple, Mein Rumänien - Revolution & Poesie, 2008, Books on Demand, Norderstedt, Germania
- hu  Jozsef Gazda, Megvalto karacsony, 1990, Aura Kiado, Budapesta, Ungaria
- de  Octavian Mihăescu, Heim(at)los, 2006, Germania
- fr  Radu Portocală, Autopsie du coup d'Etat roumain, 1990, Ed. Calmann-Lévy, Paris, Franța
- de  Milo Rau, "Die letzten Tage der Ceausescus", 2010, Verbrecher Verlag, Berlin, Germania
- hu  Laszlo Tokes, Temesvar ostroma '89, 1990, Editura Hungamer, Budapesta, Ungaria
- de  Hans Vastag, György Mandics, Engelmann Manfred, Temeswar, Symbol der Freiheit, Viena, Austria
- en  Alan Elsner, Romance Language -

## Lucrări disponibile doar pe internet
- Richard Andrew Hall,
  - en The Securitate roots of a modern Romanian fairy tale: The press, the former Securitate, and the historiography of December 1989, 2002, ,   versiune pdf
  - en Doublespeak: The All-too-Familiar Tales of Nicolae Ceausescu's Double, 2004, 
  - en The 1989 Romanian Revolution as geopolitical parlor game: Brandstatter's "Checkmate" documentary and the latest wave in a sea of revisionism, 2005, 
  - en “Orwellian... positively orwellian:” Prosecutor Voinea's campaign to sanitize the Romanian Revolution of december 1989, 2006,
- Marius Mioc,
  - en  Romania who did tell lies ? ilie rotariu 1990 http://www.ilierotariu.ro/?page_id=6 Arhivat în 17 august 2014, la Wayback Machine.
- Uwe Detemple,
  - de  Die Rumänische Revolution begann in Temeswar. Arhivat în 16 decembrie 2014, la Wayback Machine. der Freitag, 2014.